# Saint-Nicolas-de-la-Grave
Saint-Nicolas-de-la-Grave település Franciaországban, Tarn-et-Garonne megyében. Lakosainak száma 2287 fő (2022. január 1.). Saint-Nicolas-de-la-Grave Boudou, Castelmayran, Castelsarrasin, Caumont, Malause, Merles, Moissac és Le Pin községekkel határos.

## Népesség
A település népessége az elmúlt években az alábbi módon változott:
| Lakosok száma | 2166 | 2217 | 2287 | 2260 | 2283 | 2296 | 2298 | 2293 | 2287 |
|               | 2013 | 2015 | 2016 | 2017 | 2018 | 2019 | 2020 | 2021 | 2022 |